# Октагон: Боец vs Рестлер
«Октагон: Боец VS Рестлер» (англ. Cagefighter: Worlds Collide) — спортивный экшн-фильм производства Великобритании, главные роли в котором исполнили действующий чемпион мира AEW Джон Моксли и Джина Гершон. Также, в картине задействованы настоящие звезды спорта: Джейсон Ресо, Люк Рокхолд и Чак Лидделл.
Премьера в США состоялась 9 октября 2020 года. В России фильм в онлайн-кинотеатрах с 12 ноября.

## Сюжет
Рейсс Гиббонс — величайший боец, когда-либо участвовавший в MMA-промоушене Legends. Он пятикратный чемпион и только что одержал победу, после которой он и его менеджер Реджи (Элайджа Бейкер) чувствуют себя на вершине мира, получая предложения о поддержке и съёмках в кино. Владелица Legends Макс Блэк (Джина Гершон) хочет устроить для Рейсса ещё один бой, и она сообщает ведущему ток-шоу ММА Стивену Дрейку, что решила выставить Рейсса против звезды рестлинга Рэнди Стоуна (Джон Москли).
Дрейк и все сообщество ММА, включая Рейсса и его жену Элли, считают, что это рекламный трюк и что Стоун не добьётся успеха, как все рестлеры, которые слишком рано переходят в ММА. Однако шумиха привлекает большую аудиторию: рестлеры Мэтт Харди, Томми Дример и Бубба Рэй Дадли защищают Стоуна, а рестлинг-промоушены утверждают, что Стоун победит Рейсса и докажет, что все ошибаются. Проводится пресс-конференция, но она заканчивается катастрофой, когда Стоун своими грубыми высказываниями в адрес Рейсса и его жены злит Рейсса и едва не начинает драку. Драка начинается на следующий день, и противники наконец сталкиваются.
Поначалу Рейсс оказывается лучшим бойцом благодаря своему опыту и технике, в то время как Стоун бросается дикими ударами и слишком неопытен. К большому удивлению всех, в том числе и Рейсса, Стоун оказывается сильнее, чем кажется, а самоуверенность и показушность Рейсса доводят его до отчаяния. Стоуну удаётся повалить Рейсса на клетку, используя грязные приёмы, которые его тренер Дэнни Тикетт (Лео Фафард) применял во времена своего расцвета. Матч заканчивается грандиозным фиаско: после одного удара по Рейссу Стоун наносит сокрушительный апперкот, от которого Рейсс теряет сознание. Рейсс приходит в себя, но у него сотрясение мозга, и он путает рефери со Стоуном, который пытается его побороть. Рефери останавливает его и сообщает, что матч окончен и Стоун завоевал титул.
Рейсс унижен этим матчем, многие его фанаты делают мемы, где он плачет во время проигрыша, и даже лишают его права сниматься в кино. Разозлившись и желая отомстить, он заставляет Реджи попросить Макс о реванше, но Макс заявляет, что не может. Из-за того, что Стоун с трудом сгоняет вес до полутяжёлого, Макс переводит его в тяжёлый вес, чтобы он мог побороться за титул, но она предлагает Рейссу сразиться с молодым и голодным новичком Кошмаром. Реджи вместе с тренером и другом Рейсса Маркусом (Чак Лидделл) отказываются от поединка из-за опасности размеров Кошмара и нетерпения Рейсса. Рейсс решает принять бой во что бы то ни стало и бросает Маркуса, чтобы тренироваться с тренером из Лос-Анджелеса Тони Ганном (Люк Рокхолд).
Тренировки оказываются сложными, времени на подготовку мало, а вес с трудом снижается, в итоге Рейсс превышает лимит на два фунта и вынужден лишиться 20 % заработка за нарушение весовой нормы. Бой начинается, и Рейсс снова проигрывает Кошмару, чем очень злит Тони, а присутствовавший во время боя Стоун смеётся над Рейссом за его неубедительный бой. Рейсс решает завершить карьеру, так как его уверенность в себе и желание драться были уничтожены.
Он пытается мирно жить с женой, но его банковские счёта в минусе из-за его легкомысленных трат, неудачных сделок и оплаты тренировочного лагеря Тони, на который он потратился, проиграв бой. Униженный и опустившийся на самое дно, Рейсс продаёт один из своих чемпионских поясов, чтобы остаться на плаву. Реджи возвращается, чтобы предложить ещё один бой, но Рейсс отказывается, боясь снова драться, и эмоционально срывается на глазах у жены. Реджи разыскивает Макса и умоляет его о реванше, но Макс снова отказывается, не желая тратить деньги и ещё больше портить репутацию Рейсса. На подкасте Дрейка во время интервью о том, кто будет драться со Стоуном за титул после того, как его соперник был вынужден уйти на пенсию из-за повреждения мозга, Макс сдаётся и говорит, что организует матч-реванш для Рейсса и Стоуна. Рейсс и его лагерь счастливы услышать это, и после того, как они помирились с Маркусом, они снова начинают тренироваться.
Реванш начинается, и большую часть боя Стоун доминирует, даже травмировав пах Рейсса во время неудачного удушения со стороны последнего, левый глаз Рейсса распух после запрещённого удара головой. Отказываясь сдаваться и желая доказать, что он больше не боится и что он все ещё может драться, Рейсс держится до последнего раунда. Наконец он набирает обороты, когда ловит Стоуна в гильотинный захват головы, ведущий к удушению сзади на ковре. Стоун отказывается сдаваться, и Рейсс не отпускает его, в результате чего Рейсс побеждает в поединке после того, как Стоун теряет сознание от захвата. Рейсс становится новым чемпионом в тяжёлом весе, они со Стоуном заслужили уважение друг друга, и Стоун предлагает ему выпить во время их следующего матча-реванша. Рейсс празднует со своей женой и друзьями, а Макс даёт интервью о победе Рейсса и его будущем.

## В ролях
- Джон Моксли (Джонатан Гуд) — Рэнди Стоун
- Алекс Монтэгнэни — Рисс Гиббонс
- Кристиан (Джейсон Ресо) — Стефен Дрейк
- Люк Рокхолд — Тони Ганн
- Чак Лидделл — Маркус
- Джина Гершон — Макс Блэк
- Элайджа Бэйкер — Реджи
- Джорджия Браднер — Элли

## Производство
Изначально главную роль в фильме должен был исполнить Джошуа Хердман. О подготовке актёра к съёмкам стало известно в феврале 2018 года во время его интервью Ассоциации Прессы. На тот момент картина называлась просто «Cagefighter». В январе 2019 года издание Deadline Hollywood объявило о том, что к касту присоединились Майкл Джей Уайт и Джина Гершон. Также стало известно, что режиссёром и автором сценария к фильму выступит Джесси Кинонес, а Андерсон Силва, Жорж Сен-Пьер, Дэн Харди и Тайрон Вудли исполнят в фильме камео. В мае 2019 года к актёрскому составу присоединился Джон Моксли, он был выбран на роль Рэнди Стоуна. В октябре Джошуа Хердман и Майкл Джей Уайт покинули проект, и роль Рисса была отдана Алексу Монтэгнэни. Позже, к касту также присоединились Чак Лидделл, Люк Рокхолд и Джейсон Ресо. Съёмки начались 1 ноября в Реджайне, штат Саскачеван и закончились 25 ноября. Дополнительные сцены были сняты в Лондоне 18 декабря.

## Релиз
Оригинальный трейлер фильма был опубликован в сети 13 апреля 2020 года, его локализованная версия — 6 ноября. 15 апреля было объявлено, что премьера картины состоится 16 мая на стриминг-сервисе FITE TV (во всех странах, кроме США). Изначально лента должна была выйти в ограниченный прокат, но ситуация изменилась из-за пандемии коронавируса. В России «Октагон: Боец VS Рестлер» выйдет в онлайн-кинотеатрах 12 ноября.

## Критика
Стеф Франкомм из журнала VultureHound поставил фильму 4,5 звезды из пяти. Он похвалил игру Чака Лидделла, Джонатана Гуда и Джины Гершон, отметив, что: «Октагон: Боец VS Рестлер» — это не только фильм для поклонников рестлинга или ММА. Он создан для любого человека, который верит в то, что в жизни все возможно. Вы можете быть чемпионом на ринге или в клетке, главное для вас — быть чемпионом своей собственной жизни.